# Блашта
Блашта (баш. Болашты) — река в России, протекает по Челябинской области. Устье реки находится в 2,4 км по правому берегу реки Уфалейка. Длина реки составляет 21 км. В 6,2 км от устья, по левому берегу реки впадает река Малая Блашта.

## Данные водного реестра
По данным государственного водного реестра России относится к Камскому бассейновому округу, водохозяйственный участок реки — Уфа от истока до Долгобродского гидроузла, речной подбассейн реки — Белая. Речной бассейн реки — Кама.
Код объекта в государственном водном реестре — 10010200812111100020267.